# Saturn-aréna
Multifunkční Saturn Arena se nachází v bavorském městě Ingolstadt. Stavba s kapacitou 4815 (z toho 2922 stojících) diváků byla oficiálně otevřena v září 2003. Hokejový klub ERC Ingolstadt (Ice Hockey Club Ingolstadt) hrál své domácí zápasy v této aréně od sezóny 2003/04.
Během pouhých několika hodin se může aréna proměnit v koncertní síň. Kromě sportovních akcí se jedná o oblíbené místo určené pro rockové a popové koncerty, taneční show, různé výstavy a veletrhy. Aréna nabízí 8 VIP salónků a dvě VIP prostory. Tisková galerie nabízí dostatek prostoru pro asi 30 novinářů. Tři velké stravovací stanice nabízejí jídlo a pití – stojany pro občerstvení jsou umístěny po celé aréně.

## Sportovní události
Konalo se zde Mistrovství světa v inline hokeji mužů 2011, které spadá pod federaci IIHF. Domácí Němci skončili na druhém místě, český výběr skončil na 5. místě. Hrálo se nejen v Saturn-Areně, ale i v blízké Nebenhalle – zde hrála I. divize.